# Bitva u Bouvines
Bitva u Bouvines se odehrála u flanderské vesnice Bouvines (dnes ve Francii) 27. července 1214. Vojska francouzského Filipa II. Augusta v ní jasně zvítězila nad vojsky koalice Anglie, Svaté říše římské a Flander. Vzhledem k velké účasti vznešených mužů pocházejících ze severozápadní Evropy se stala bitva opravdu mohutným střetnutím a nelze ji srovnat skoro se žádnou jinou bitvou té doby (nepočítáme-li křížové výpravy).
Bitva potvrdila mocenské změny v západní Evropě, zejména mezi Francií a Anglií. Král Filip tak mohl dokončit sjednocení území francouzského království. Angličtí Plantageneti přišli o podstatnou část svých pevninských držav, někdejší součást anjouovské říše vzniklé v polovině 12. století. Prohra Jana Bezzemka navíc podlomila moc anglického krále a na nátlak svých šlechticů přijal tzv. Magnu chartu. Bitva také vedla k pádu císaře Oty IV. Brunšvického ve prospěch Fridricha II. a k oslabení moci Flander.

## Pozadí

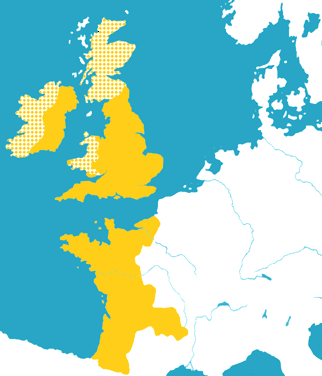
Rozsah panství Jindřicha II. Plantageneta

Když se roku 1152 provdala Eleonora Akvitánská za Jindřicha II. Plantageneta, znamenalo to pro francouzského krále katastrofu. Jindřich II. díky tomuto sňatku získal velkou část Francie a stal se tak nejmocnějším králem západní Evropy. Výsledkem bylo vyhlášení války mezi Anglií a Francií. Jindřich dokázal porazit francouzského krále Ludvíka VII. na bitevním poli, ale ten získával příměřími, protože vždycky dokázal na svou stranu získat církev. Po smrti Ludvíka VII. se stal králem Filip II. August. Filip si ihned uvědomil nebezpečí, které mu od anglického krále hrozilo. Formálně byl sice Jindřich vazalem francouzského krále, ale paradoxně měl pod svou kontrolou větší část Francie než Filip. Prvním co francouzský král udělal bylo omezení moci šlechty a připojení Henegavska k Francii. Jindřich na to nedokázal účinně odpovědět, protože musel čelit regulérní vzpouře svých synů. Po smrti krále se vlády ujal energický Richard I. řečený Lví srdce. V té době byla vyhlášena třetí křížová výprava, přičemž se ani jednomu králi do boje nechtělo (oba chtěli hlídat svá území před tím druhým). Nakonec se dohodli na společné účasti, avšak brzy mezi nimi vznikly spory. Při obléhání Akkonu oba králové onemocněli a Filip se vrátil do Francie, tvrdil, že umírá. Po návratu do Francie porušil dohodu a využil nepřítomnosti Richarda (obsadil Artois a Vermandois). Richard se tedy rozhodl vrátit zpět, ale byl zajat rakouským vévodou, který jej vydal císaři. Filip se chopil příležitosti, chtěl nahradit Richarda Janem Bezzemkem (výměnou za Normandii) a nabídl velké množství peněz za uvěznění Richarda. Ten císaři slíbil své vazalství a 100 000 liber za svobodu. Císař nakonec Richarda propustil a tím vypukla válka mezi Francií a Anglií. V nastalém střetnutí měl Richard navrch, ale jeho nečekaná smrt vše zhatila. Nastupující Jan Bezzemek byl slabý král a nedokázal Filipovi zabránit v obsazení velké části jeho panství ve Francii. Tyto úspěchy však znepokojily sousedy francouzského krále a tak se proti němu spojili.

## Před bitvou
Na straně spojenců byl opravdu velký počet vlivných mužů. Byl zde přítomen Ota IV. Brunšvický, císař Svaté říše římské spolu se svými barony z hrabství Tecklemburgu, Katzenellenbogenu a Dortmundu. Anglické části vojska velel Vilém Dlouhý meč, hrabě ze Salisbury, nevlastní bratr krále Jana. Oddílům z Flander velel princ Ferdinand z Portugalska, hrabě flanderský a henegavský a k armádě se ještě připojili vzbouření francouzští šlechtici, Renaud z Dammartinu, hrabě z Boulogne a Hugo, baron z Boves. K celému vojsku se ještě připojilo několik mužů, kterým více než o výsledek střetnutí šlo o to si pořádně zabojovat (např. Vilém, hrabě holandský). Na straně Francouzů bojoval předně jejich král Filip, papež pomáhal králi finančně a biskup z Lutychu poslal několik oddílů na pomoc. Den před bitvou se francouzské vojsko nacházelo asi 20 kilometrů od Bouvines. Král se rozhodl pochodovat spojencům v ústrety a nabídnout jim bitvu. Spojenci byli překvapeni takovýmto chováním a o francouzské armádě se dozvěděli až když byla obě vojska od sebe vzdálena 12 kilometrů. Velitelé spojenců se rozhodli pro co nejrychlejší přiblížení k nepříteli. Filip to přijal a zastavil na druhé straně mostu přes řeku Marcq v Bouvines. Král se zde pomodlil se svými barony a poté rozvinuli své prapory včetně oriflammu, planoucího praporce, který směl být rozvinut pouze ve chvíli, když vojsko bojovalo proti kacířům či povstalcům (Ota IV. byl papežem exkomunikován). Spojenci postupovali rychlým tempem, především jezdectvo. Tito muži (Vlámové) se jako první dozvěděli o zastavení francouzské armády. Místo toho, aby počkali na zbytek armády, zformovali své vlastní jednotky a chystali se zaútočit.

## Rozmístění
Levé křídlo spojenců tvořili již zmiňovaní Vlámové, které vedl princ Ferdinand, přičemž tato část armády byla tvořena především kavalérií a tedy dorazila na bojiště jako první (ze spojeneckých oddílů). Proti nim stálo pravé křídlo francouzské armády tvořené především těžkou a lehkou jízdou, jíž velel vévoda burgundský. Střed spojenecké armády vedl Ota IV. a němečtí baroni s pěchotou a jízdou ve vyrovnaných počtech (1:1). Tito muži stáli proti středu nepřátelské armády vedené Filipem II., který stejně jako spojenci měl k dispozici jak pěchotu tak kavalérii. Na pravém křídle velel Renaud z Dammartinu a Vilém Dlouhý meč a v jejich části vojska byla převážně pěchota (dorazili na bojiště jako poslední). Toto křídlo stálo proti levému křídlu Francouzů vedené hrabětem z Dreux a biskupem z Beauvais a bylo tvořené jízdou.

## Bitva

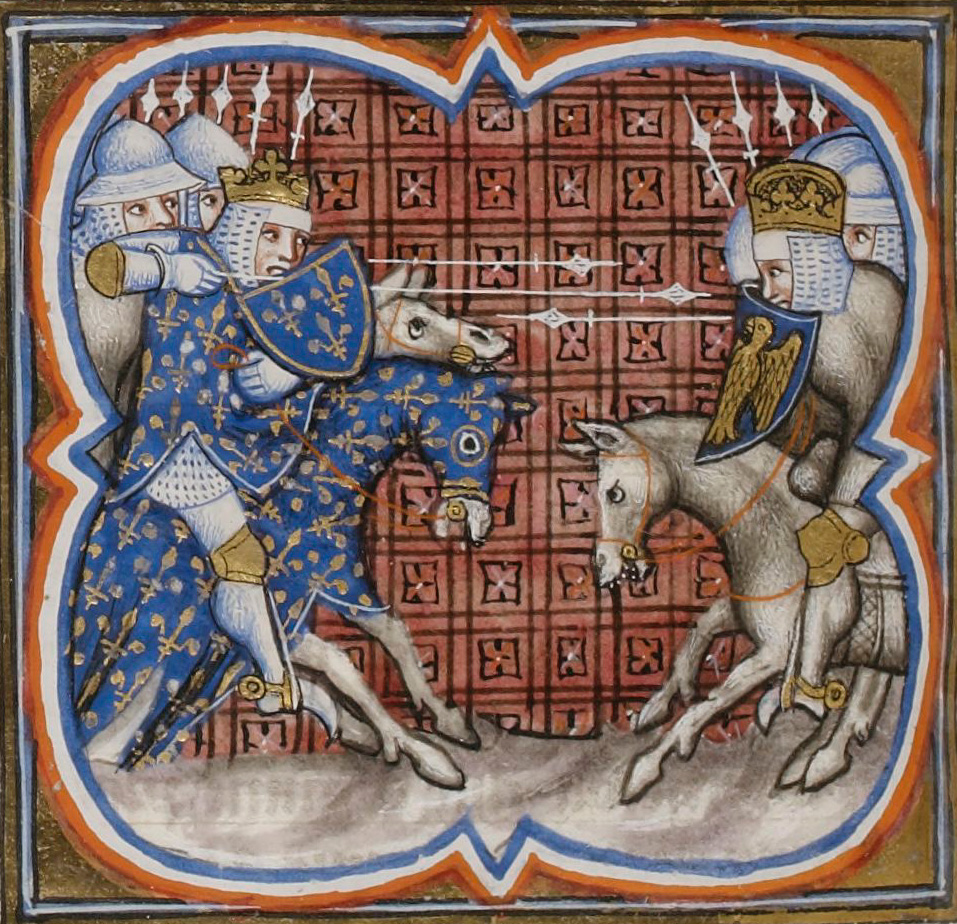
Středověké znázornění bitvy

Jak již bylo napsáno, levé křídlo spojenců tvořené především jezdci se vydalo do útoku jako první. Když Francouzi viděli útok Vlámů, ihned na ně také zaútočili. Francouzům se podařilo prolomit vlámské linie a postupovali s takovou vervou, že se toto křídlo úplně rozpadlo. Anonymní autor napsal:
| „ | První francouzský sled doslova rozřízl a pronikl nepřátelskou armádou s veškerou energií a vytrvalostí jízdy. | “ |

Vlámské síly se sice snažily své nepřátele zahnat, ale nebylo jim to nic platné, již za hodinu byly poraženy a daly se na útěk. Francouzská jízda zde potvrdila své kvality a zkušenost. Tohoto boje se nejspíše neúčastnili žádní pěšáci. Zatímco na pravém francouzské křídle zuřil boj jízdy proti jízdě, spojenecký střed se dostal na bojiště. Filip rychle seřadil svou pěchotu před svou kavalérii a očekával útok. Spojenci se vrhli na francouzský střed a divoce bojovali. Útok byl opravdu silný a Francouzi zakolísali. Několika mužům se dokonce podařilo dostat až ke králi Filipovi a nebýt jeho kvalitního brnění a obětavých rytířů, možná by byl zabit.

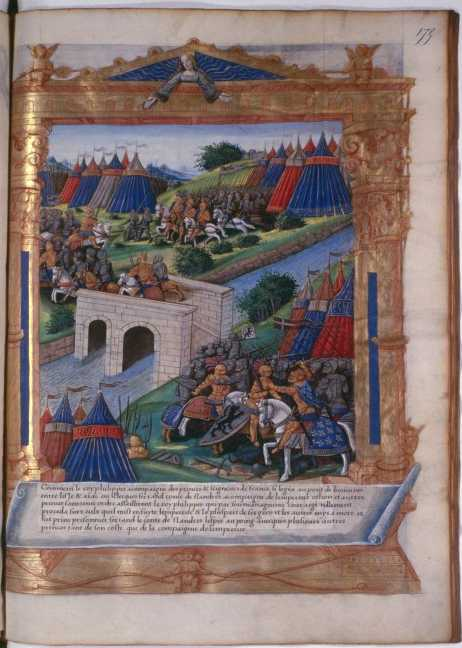
Bitva u Bouvines

 Když se Francouzům podařilo zlikvidovat tuto přepadovou skupinu, opětovali útok a zaútočili na císaře. Byl to zuřivý boj, anonymní autor napsal o tomto útoku:
| „ | Tak začal nádherný boj, během něhož obě strany zabíjely a mrzačily muže a koně, neboť všichni bojovali s obdivuhodnou silou. | “ |

Nakonec začali Němci ochabovat a když byl zraněn kůň samotného císaře, ten se obrátil a uprchl, následován většinou svých mužů. Během bojů ve středu armád se na bojiště dostal zbytek spojeneckých vojsk, tedy pravé křídlo. Iniciativy se opět chopili spojenci a zaútočili na levé křídlo francouzské armády. Vzhledem k tomu, že tuto část armády podporovala po celou dobu přicházející pěchota, dařilo se spojencům dlouhou dobu vzdorovat Francouzům, a to i poté, co se zbytek spojenecké armády rozpadl (levé křídlo a střed). Boj byl opravdu vyrovnaný a mnoha kronikáři (i francouzskými) je vyzdvihován Renaud jako velmi statečný a silný muž. Renaud, který si uvědomil zoufalou situaci vytvořil ze svých pěšáků pevně semknutý kruh. Ve středu tohoto kruhu byla umístěna zbývající jízda a ta mohla podnikat výpady s vědomím, že když budou pod tlakem, mohou se vrátit za ochranu pěchoty. Nakonec Francouzům začaly přicházet posily ze dvou zbývajících vítězných divizí a zbytek spojenců se dostal do značně velkého tlaku. I tak se jim dařilo po delší dobu odrážet útoky a vzdali se až když byl kůň hraběte Renauda zraněn a svého pána uvěznil pod sebou. Zvláštností této bitvy jsou relativně nízké ztráty obou zúčastněných stran a to z důvodu kvalitního brnění používaného těmito vojáky.
| „                                            | ...porazil Filip, král Francie, při bitvě krále Otu, hraběte z Flander, hraběte z Boulogne a několik dalších baronů | “ |
| — poznámka Ingeborg Dánské na okraji žaltáře | |   |

## Výsledek
Bitva znamenala zásadní změnu na evropské politické mapě. Anjouovské impérium (francouzské državy anglického krále) prakticky přestalo existovat, Filip II. August upevnil svoji moc jednak v samotné Francii, tak v Evropě. To vedlo k diferenciaci území i lidí v obou státech a k prohlubování národnostního cítění. Porážka spojenců podlomila moc císaře Oty, přičemž jeho rod byl nahrazen rodem Štaufů a císařem se stal Fridrich II. Pro šlechtu v Anglickém království byl tento neúspěch již poslední kapkou a vymohli si na omezení královské moci přijetím Magny charty. Po této bitvě však neustaly spory o francouzské území, které se v následujícím století staly hlavní příčinou vzniku stoleté války.

## Historický odkaz
Ve francouzské historické tradici se tato bitva stala symbolem neporazitelnosti Francie, což dosvědčuje i fakt, že 27. července 1914, pouhý jeden den před vypuknutím první světové války, byl na místě bitvy slavnostně odhalen pomník.
Bitvu zpracoval historik Georges Duby v Neděle u Bouvines z roku 1973. Jedná se o přelomové dílo školy Annales, protože od struktur dlouhého tvrvání znovu obracelo pozornost k politické události. Kromě jejího líčení však Duby nabízí hlubší studii myšlenkového, hospodářského a společenského pozadí středověkého válečnictví a ve třetí části popisuje příběh bitvy jako legendy žijící si svým vlastním životem.